# Подрясник

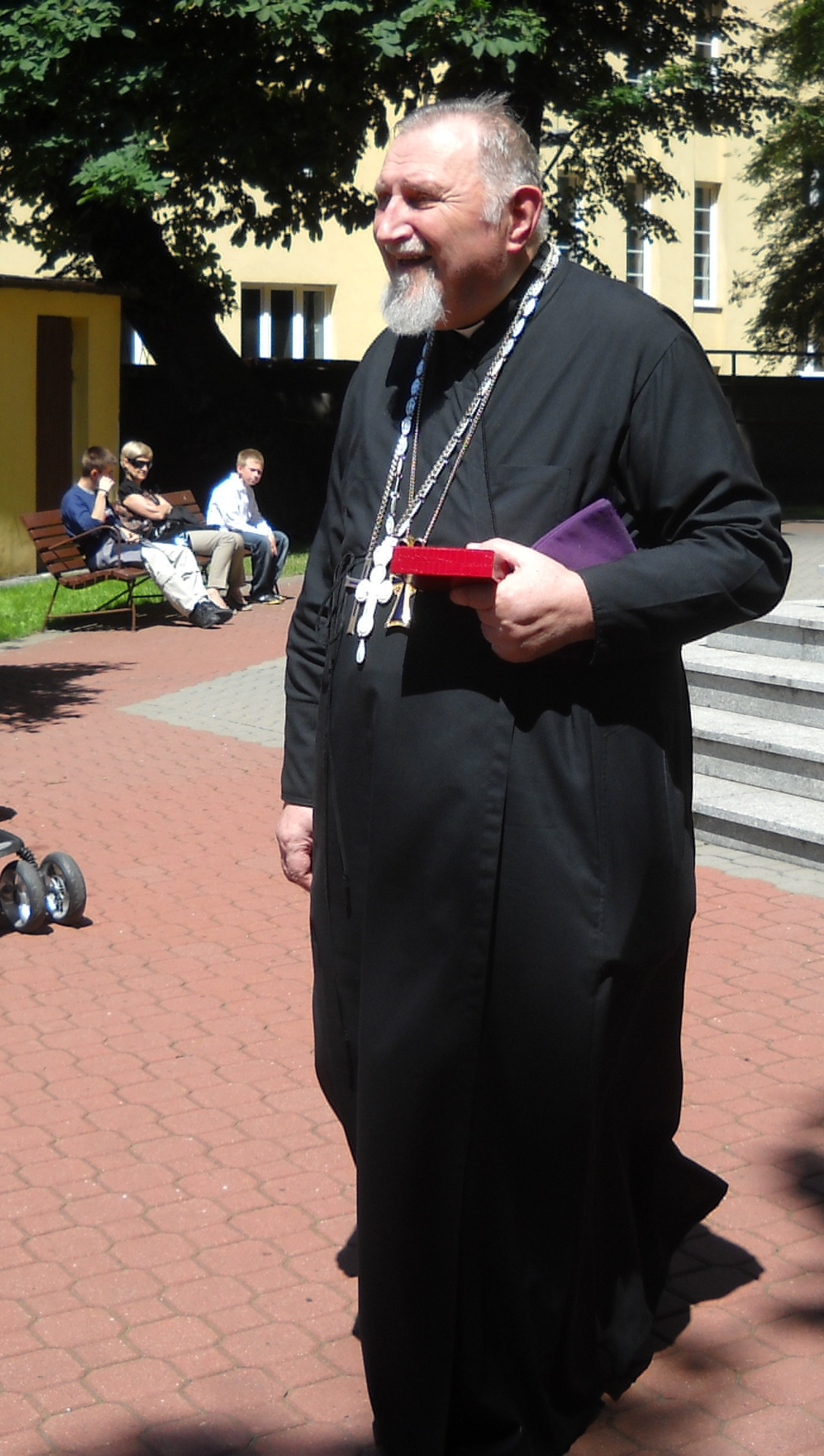
Священник в подряснике

Подря́сник — нижнее облачение православного духовенства и монашества, длинная до пят одежда с длинными узкими (в отличие от рясы) рукавами. Используется не только при богослужении, но и вне его. Во время богослужения в храме и на официальных приёмах подрясник должен быть чёрного цвета, а на отдыхе, в домашних условиях и на хозяйственных послушаниях допускаются подрясники любых цветов.
Существует несколько разновидностей покроя подрясников (греческий, русский и другие), разрез может быть до низу или только до пояса, и справа и слева, воротник может застёгиваться внахлёст, а может только прихватываться крючками, может иметь дополнительные карманы на груди, может иметь карманы только с боков, а может и совсем без карманов. Подрясник представляет собою длинное, до пят, с наглухо застёгнутым воротом одеяние с узкими рукавами, ушитое в талии, разрезное сверху донизу, с расширенным колоколом нижней части. Левая нижняя пола глубоко заходит внутрь под правую верхнюю полу. Косая верхняя правая пола застёгивается с левой стороны на шее и в поясе.
Второй вид этого одеяния — однорядка, ушитая в талии или прямая одежда, разрезная по центру, от шеи до груди, или донизу, имеющая от середины ворота до нижнего края по центру ряд пуговиц (обычно — 33). Такой покрой имели древние русские однорядки духовенства и знати и католические духовные одежды (сутана).
Материал: сукно, шерсть, сатин, лён, чесуча, реже — шёлковые ткани.
Поверх подрясника носится пояс (монахи носят кожаный ремень).